# Ecuandureo
Ecuandureo è un comune del Messico, situato nello stato di Michoacán.